# كأس هولندا السياحية
كأس هولندا السياحية هو حدث لسباقات الدراجات النارية يجري في شهر يونيو في حلبة أسن تي تي في هولندا كجزء من سباق الجائزة الكبرى للدراجات النارية. في السابق كانت كل الفئات (50 سي سي, 125 سي سي, 250 سي سي, 350 سي سي, 500 سي سي وسايدكار) جزءا من الحدث لكن الآن فهو يقتصر على فئات موتو جي بي، موتو 2 وموتو 3. انطلق للمرة الأولى في سنة 1925 واستمر تنظيمه كل عام ما عدا من 1940 إلى 1945 بسبب الحرب العالمية الثانية.